# Le Tunisien
Le Tunisien (arabe : التونسي) est un hebdomadaire tunisien en langue française qui paraît à Tunis entre 1907 et 1912.

## Histoire
Premier journal tunisien détenu par des musulmans, lancé le 7 février 1907, il se définit comme l'« organe des intérêts indigènes ». Il voit le jour sur l'initiative du mouvement des Jeunes Tunisiens. Dirigé par Ali Bach Hamba, jeune avocat sadikien, et rédigé par une pléiade de jeunes intellectuels maîtrisant à la fois l'arabe et le français, il élit domicile au 6, rue de la Commission.
D'abord tiré à quelque 2 500 exemplaires, Le Tunisien se distingue dès son lancement par un style sobre, un discours rationnel, une argumentation solide et une vision claire des conditions de vie des Tunisiens sous le protectorat français qui vient d'entamer son deuxième quart de siècle. Prônant la modération, le journal génère un mouvement de réflexion et met en relief un ensemble de revendications politiques, économiques, sociales et culturelles telles que la nécessité de mettre en place des institutions représentatives, de généraliser l'enseignement et les prestations sanitaires, de réformer le pouvoir judiciaire, de faire baisser les impôts, etc. N'ayant jamais fait référence aux conventions de La Marsa de 1883, qui avait achevé d'asseoir le pouvoir français sur le pays, les Jeunes Tunisiens admettent cependant le protectorat tel que stipulé par le traité du Bardo de 1881 et considèrent de ce fait que la souveraineté de la Tunisie reste en partie une réalité. Il revendique de ce fait la réhabilitation de la constitution de 1861 qui fut suspendue par Sadok Bey en 1864 à la suite du soulèvement des tribus déclenché par une fiscalité débridée.
Le Tunisien cesse de paraître, le 13 mars 1912, à la suite de la condamnation de Bach Hamba et de ses collègues pour leurs positions dans l'affaire du boycott des tramways tunisois, considérée comme le prolongement de l'affaire du Djellaz où des émeutes survenues les 7 et 8 novembre 1911 sont réprimées dans le sang par le pouvoir colonial. Elle a pour conséquence l'interdiction de la presse arabophone.
Le Tunisien aura des petits « frères » : Al Tounissi, journal en arabe publié à partir du 8 novembre 1909 sous la conduite d'Abdelaziz Thâalbi, et Al Ittihad Al Islami. Également en arabe et dirigé par Thâalbi, ce journal est lancé le 19 octobre 1911 à la suite de l'invasion de la Tripolitaine par les forces italiennes.